# Sferocytoza wrodzona
Sferocytoza wrodzona (mikrosferocytoza wrodzona, choroba Minkowskiego-Chauffarda, ang. hereditary spherocytosis, HS, łac. anaemia microspherocytica congenita) – najczęstsza wrodzona niedokrwistość hemolityczna w Europie Północnej. Wywołana jest mutacjami w genach kodujących białka błony komórkowej erytrocytów. W zależności od rodzaju mutacji może być dziedziczona w sposób autosomalny recesywny (gorsze rokowanie, 25% przypadków) albo autosomalny dominujący (lepsze rokowanie, 75%).

## Epidemiologia
Sferocytoza wrodzona występuje w Europie Północnej z częstością około 1:5000 urodzeń.

## Etiologia
Choroba jest wywołana najczęściej przez defekt białka spektryny albo ankyryny erytrocytu. Zaburza to przepuszczalność błony erytrocytów dla jonów i zmianę kształtu komórek z dyskowatego na zbliżony do kulistego. Nieprawidłowy kształt erytrocytów sprawia, że czas ich przeżycia ulega znacznemu skróceniu: komórki te są niszczone w śledzionie.

## Objawy kliniczne
- niedokrwistość i (lub) żółtaczka w wieku dziecięcym
- często dodatni wywiad rodzinny
- splenomegalia
- delikatna budowa ciała
- zmętnienie soczewki oka
- zmiany w narządzie słuchu
- małoocze
- skośne ustawienie gałek ocznych
- syndaktylia, brachydaktylia, polidaktylia
- czaszka wieżowata
- płaski nos
- hiperteloryzm
- podniebienie gotyckie
- wady zgryzu

## Powikłania
- przełomy hemolityczne
- przełomy aplastyczne
- kamica żółciowa
- hipersplenizm

## Leczenie
Jak dotąd nie ma metody leczenia przyczynowego. W razie nawracających przełomów hemolitycznych leczeniem z wyboru jest splenektomia. Erytrocyty nadal mają nieprawidłowy kształt i upośledzoną funkcję, ale ich czas przeżycia wydłuża się.

## Historia
Jedne z pierwszych opisów choroby przedstawili niemiecki fizjolog Oskar Minkowski w 1900 roku i francuski internista Anatole Marie Émile Chauffard w 1908.